# Nintendo 3DS
Nintendo 3DS è una console portatile per videogiochi prodotta da Nintendo e la prima ad appartenere all'ottava generazione di console videoludiche. La sua particolarità è lo schermo superiore che permette di visualizzare giochi, immagini e video in 3D, senza l'uso di occhiali speciali. È stato presentato ufficialmente all'E3 del 2010, il 15 giugno.
In una conferenza stampa del 29 settembre 2010 è stato annunciato che la console sarebbe stata messa in vendita in Giappone il 26 febbraio 2011, al prezzo di 25.000 Yen. In Europa è stata messa sul mercato il 25 marzo 2011 al prezzo di €250 e in America il 27 marzo al prezzo di $250. Dal 12 agosto il prezzo della console è stato ridotto di circa un terzo (€159 in Europa, €169 in Italia, $150 in America), mentre il prezzo dei giochi rimane fra i 40 e 50 euro. Per risarcire chi ha acquistato il Nintendo 3DS a prezzo pieno iniziale, Nintendo ha creato un apposito programma, chiamato Programma Fedeltà, in cui ha messo a disposizione 20 giochi per NES e GBA scaricabili gratuitamente.
Il 14 aprile 2010, durante un'intervista, l'allora presidente di Nintendo of America, Reggie Fils-Aime, confermò che il 3DS sarebbe stata la nuova console portatile di Nintendo, introducendo una volta per tutte l'ottava generazione delle console per videogiochi.
Durante il Nintendo Direct del 22 giugno 2012 Nintendo ha presentato Nintendo 3DS XL, una versione più grande dell'attuale console.
Il 17 settembre 2020, a quasi dieci anni dal lancio del primo modello della console, Nintendo ne ha annunciato le dismissioni e l'interruzione della produzione di tutti i modelli introdotti sul mercato.
Il 27 marzo 2023, dopo ben 12 anni dal lancio della console, Nintendo ha annunciato la chiusura del proprio eShop, ovvero l'impossibilità di acquistare videogiochi, demo o scaricare DLC.
I server per giocare online sono stati chiusi intorno alla mezzanotte dell'8 aprile 2024.

## Disposizione dei software
La disposizione del software nel menù home del 3DS è quasi completamente personalizzabile. A partire da quella classica "tutti in fila" a una griglia da 2 a 6 colonne. Grazie agli aggiornamenti poi è stato possibile creare delle cartelle che al loro interno possono contenere fino a 60 software.

## Realtà aumentata[8]
Il Nintendo 3DS è in grado di riconoscere le 6 carte incluse nella confezione della console ed il piano su cui sono poggiate.
Le 6 carte incluse nella confezione ritraggono alcuni tra i più famosi personaggi Nintendo: Mario, Link, Kirby, Samus, i Pikmin e un simbolico blocco "?" appartenente alla serie di Mario. Inquadrando la carta cubo "?" appariranno, dando l'illusione che tutto stia accadendo sul piano dove è appoggiata la carta, 6 scatole simboleggianti dei minigiochi: Arciere, Foto di Mii, Foto di Stelle, Graffiti 3D, Rotolandia, Pesca. Più avanti si potranno sbloccare altri minigiochi: Pesca Libera, Rotolandia 2, Arciere 2, Terra, Orologio, Album Dei Pesci (Sarà necessario acquistarli utilizzando monete di gioco guadagnate con la funzione contapassi della console).

### Arciere
In questo minigioco è necessario colpire alcuni bersagli con delle frecce. Mano a mano che si procede, il gioco viene complicato da terremoti, effetti grafici e ostacoli. Il boss finale del minigioco è un drago, da sconfiggere utilizzando le frecce.

### Foto di Mii
In questo minigioco è possibile mettere in posa i Mii presenti nella memoria della console per scattare loro delle foto. È possibile scegliere, oltre alle pose, le dimensioni e le espressioni dei personaggi.

### Foto di stelle
È identico a foto di Mii, ma si utilizzano le Carte RA personaggio per far comparire sul piano di gioco le star di Nintendo.

### Rotolandia
Un gioco simile ad un mix tra il biliardo ed il golf. Consiste in un percorso da far superare ad una pallina tramite lanci con stecca. Anche in questo gioco il boss finale è un drago, che va sconfitto con delle bombe lanciate con la stecca.
Dopo aver completato Rotolandia si potrà giocare anche a Graffiti e a Pesca.

### Graffiti
Un semplice minigioco di disegno: Lo schizzo eseguito sul touch screen viene raffigurato in 3D sullo schermo superiore. È possibile aggiungere vari effetti.

### Pesca
Questo minigioco è una simulazione della pesca in cui si ottengono punti in base al pesce che è stato pescato. Di tanto in tanto, appare Lakitu a rovinare la pesca. Si può ottenere un effetto realistico se si appoggia la carta su una superficie blu. Il boss di questo gioco è il Drago Marino, che vale 200 punti, ma per poterlo pescare bisogna prima sconfiggerlo.

### Realtà aumentata extra
Questi minigiochi si sbloccano acquistandoli con le monete di gioco, ottenibili gratuitamente tramite l'utilizzo del contapassi.

#### Arciere 2
Costo: 3 monete.
Come Arciere standard ma più lungo e difficile.

#### Rotolandia 2
Costo: 3 monete.
Come Rotolandia standard ma più lungo e difficile.

#### Pesca libera
Costo: 3 monete.
Come Pesca standard, ma senza limiti di tempo ne punteggio. Sono presenti varie condizioni meteo ed è possibile pescare più specie rispetto alla pesca classica.

#### Album marino
Costo: 1 moneta.
Album che mostra tutte le specie pescate nella Pesca Libera e nella Pesca Classica. Estremamente difficile da completare.

#### Strumenti 3D
Costo: 1 moneta.
È possibile modificare le foto aggiungendo i livelli di profondità e rilievi; si possono anche lanciare bombe con i tasti L/R.

#### Terra
Costo: 1 moneta.
Si possono scattare delle foto a un mappamondo da varie angolazioni. Se lo si fa scoppiare continuando a colpirlo è necessario riacquistarlo.

#### Orologio a molla
Costo: 1 moneta.
Si sblocca un orologio, necessario per cambiare l'ambientazione temporale dei minigiochi. Premendo A o B fuoriesce un canarino, che può colpire lo schermo fino ad infrangerlo.

## Applicazioni preinstallate

### Fotocamera Nintendo 3DS
Il software fotocamera della console. Permette di scattare foto (e di girare video) e di rivederle in un apposito album. Include anche un semplicissimo editor di immagini, che permette di aggiungere alcuni effetti basilari alle foto.
Questa applicazione è utilizzata anche per visualizzare le immagini scaricate da Internet tramite il browser web della console.

### Sound Nintendo 3DS
Questa applicazione è il lettore musicale e registratore della console. Molto basilarmente, consente di riprodurre file audio AAC con estensioni .m4a, .mp4 o 3gp e file MP3. (Bitrate tra 16 kbps e 320 kbps).
Come nel caso dell'applicazione fotografica, anche qui è possibile applicare semplici filtri ai file audio, che siano registrati con la console o file musicali esterni, velocizzarli o rallentarli.

### Caccia alla faccia
Caccia alla faccia è un gioco in cui bisogna sparare a dei nemici volanti, rappresentati da fotografie raffiguranti volti salvate nella memoria della console. 
In Caccia alla faccia sono presenti tre opzioni.

#### Gioca
È l'opzione che permette di giocare a caccia alla faccia, i livelli disponibili sono sei.

#### Gara di facce
Quest'opzione ha tre livelli, più brevi di quelli normali, che permettono di mostrare il gioco ad amici e parenti.

#### Collezione
Questa funzione permette di vedere le facce che sono state fotografate. Può apparire UFO che cercherà delle facce in altri software (per esempio dalla Fotocamera Nintendo 3DS) e le inserirà nella collezione.

### Centro di creazione Mii
Come il Wii, questa console utilizza i Mii (ovvero avatar virtuali del giocatore e dei suoi amici o parenti).
I Mii possono essere creati nel centro di creazione Mii, che si differenzia dalla Piazza Mii del Wii dal fatto che ora sono disponibili nuovi elementi di personalizzazione del Mii, è possibile impostare 10 Mii come preferiti, il Mii personale non può essere rimosso e i Mii sono divisi in gruppi da 10.
È possibile trasferire i Mii da Wii a 3DS ma non viceversa, in quanto su 3DS sono presenti opzioni di personalizzazione non presenti su Wii.
Inoltre è possibile creare un Mii scattando semplicemente una foto ad un volto.

### Piazza Mii StreetPass
La Piazza Mii StreetPass permette di usare la funzione StreetPass per scambiare Mii con altre console.
I Mii ricevuti potranno partecipare in alcuni minigiochi.
- Libera Mii
- Pazzi per i pezzi

Grazie ad un aggiornamento sono stati aggiunti altri minigiochi, da acquistare sul Nintendo eShop:
- Galassia StreetPass
- Pollice verde StreetPass
- Grande battaglia StreetPass
- Labirinto spettrale StreetPass
- Pesca StreetPass
- Apocalisse StreetPass
- Piazza StreetPass Premium
- Compleanni StreetPass
- Sala VIP

### Diario
Registra numerose informazioni sui software utilizzati sulla console. Le informazioni più rilevanti sono numero di avvii, tempo di gioco e ultimo avvio. È possibile ordinare i software in base ad ogni parametro registrato.
Il software funziona anche come blando antipiracy, in quanto la console invia periodicamente le informazioni ai server Nintendo (solo dopo previa autorizzazione dell'utente), che se dovessero rilevare l'utilizzo di software non autorizzato, bannerebbero la console dal network.

### Modalità Download
Simile alla modalità "Download DS" delle console precedenti, tra l'altro inclusa in questo software. Consente di utilizzare la modalità multigiocatore con una sola copia del gioco, solo con i giochi che la supportano.
Consente inoltre di scaricare brevi demo, che vengono eliminate allo spegnimento della console.
Questa capacità era particolarmente sfruttata dall'ormai abbandonato "Canale Nintendo", software per Wii che permetteva l'invio di demo alle console Nintendo DS e Nintendo 3DS.

### StreetPass e SpotPass[9]

#### StreetPass
La connettività del Nintendo 3DS introduce la modalità "StreetPass".
Attivando questa particolare connessione, se ci si trova nelle vicinanze di un altro Nintendo 3DS con la connessione attiva, le due console si scambieranno dei dati. Si può anche scegliere di giocare insieme alle persone incontrate mentre ci si trova nelle loro vicinanze, se entrambi posseggono un gioco compatibile. Nel momento in cui la console ha trovato dati di altre persone il led delle notifiche diventerà verde.

#### SpotPass
La funzione SpotPass consente alla console Nintendo 3DS di trovare punti di accesso wireless non protetti (o riservati alle console Nintendo 3DS, le Nintendo Zone), e di ottenere vari tipi di software, principalmente giochi in versione demo. Il 13 luglio 2011 in Australia ed Europa, e il 22 luglio in Nord America, è uscita l'applicazione Nintendo Video, che utilizza la funzione SpotPass per scaricare contenuti video in 3D.

## Caratteristiche principali
|                                   | Nintendo 3DS |
| --------------------------------- | --- |
| Vecchio prezzo                    | - 25.000 JPY - 249.99 USD - 249.99 EUR (in Italia 259.99 EUR) - 349.95 AUD - 329.00 CHF |
| Nuovo prezzo (dal 12 agosto 2011) | - 15.000 JPY - 169.00 USD - 159.00 EUR (in Italia 169.00 EUR) |
| Peso                              | 235 g |
| Numero di serie                   | CTR-001 |
| Dimensioni                        | - Asse X: (136 mm) - Asse Y: (21 mm) - Asse Z: (76 mm) |
| Schermo superiore                 | Autostereoscopico 3.53 in 5:3 con Regolatore d'intensità 3D per regolare l'effetto tridimensionale. - Risoluzione con 3D disattivo: 800×240 pixel - Risoluzione con 3D attivo: 400×240 pixel (per occhio) - WQVGA (per occhio) |
| Schermo inferiore                 | Touchscreen 3.02" in 4:3 - Risoluzione: 320×240 pixel - QVGA |
| Camera                            | - Interna: 2D (0.3 Mpx) VGA - Esterna (Doppia): 2x (0.3 Mpx) VGA |
| Controlli                         | - Hardware Attivo - Digital PAD - Circle Pad - Pulsanti: A, B, X, Y, L, R, Start, Select, Home - Microfono - Slider: Volume, Regolatore di profondità 3D - Switch: Wireless - Hardware Inattivo - Accelerometro - Giroscopio |
| Connettività                      | - WiFi 802.11b/g - Infrarossi - Wireless |
| Stilo                             | Estendibile fino a 10 cm |
| Slot                              | - Slot 1 [3DS/DSi/DS] - SD Card |
| Storage Interno                   | 2 GB NAND flash |
| Storage Esterno                   | SD Card |
| Batteria                          | 3-8 ore |
| Memoria RAM                       | 128 MB FCRAM |
| Processore CPU                    | 2x ARM11 - Frequenza: 268 MHz (ognuno) |
| Processore GPU                    | DMP PICA200 - Frequenza: 268 MHz - VRAM: 6 MB - Capacità: 15,3 milioni di poligoni/sec e 800 milioni di pixel/sec - Supporti: Illuminazione pixel, Texture procedurali, anti-aliasing e Riproduzione contenuti 2D/3D allo stesso tempo - Profondità di Colore: 24 bit (16,7 milioni) - Floating Point performance: 4,8 Gflops |
| Applicazioni                      | - Modalità download - Download DS - Fotocamera Nintendo 3DS - Sound Nintendo 3DS - Lista amici - Browser - Notifiche - Appunti di gioco - Video 3D (Provvisorio, dopo l'aggiornamento alla versione 2.0.0-2E viene cancellato) - Diario - Giochi RA (Realtà Aumentata) - Caccia alla faccia - Centro di Creazione Mii - Piazza Mii StreetPass - Nintendo eShop - Nintendo Video (scaricabile dall'eShop) (non più disponibile) - Certificato Ambasciatore Nintendo (Scaricabile dai partecipanti al Programma Fedeltà) (non più disponibile) |
| Sonoro                            | Frequenza di campionamento: 41 kHz Sonoro stereo a 32 bit |
| Colori                            | - Nero cosmo - Blu acqua - Rosso Metallico - Rosa Corallo - Bianco Ghiaccio - Blu Cobalto - Viola di mezzanotte (dal 20 maggio 2012 negli Stati Uniti) Edizioni limitate - Edizione limitata dedicata a The Legend of Zelda (nero con l'emblema di Hyrule e alcuni disegni dorati). Uscita l'11 agosto 2011 - Edizione limitata di 3 Nintendo 3DS ispirati a Mario, Peach e Toad. Uscite ad agosto 2012 - Edizione limitata dedicata a Fire Emblem: Awakening. Uscita in autunno 2012 - Edizione speciale dedicata a Metal Gear Solid: Snake Eater 3D. Uscita il 29 dicembre 2012 - Edizione limitata dedicata a Dragon Quest Monsters: Terry's Wonderland 3D. Uscita il 28 febbraio 2013 - Edizione limitata dedicata a Yoshi (verde con Yoshi davanti e le uova di Yoshi dietro). Uscita il 14 marzo 2014. |

## Versione XL

Logo

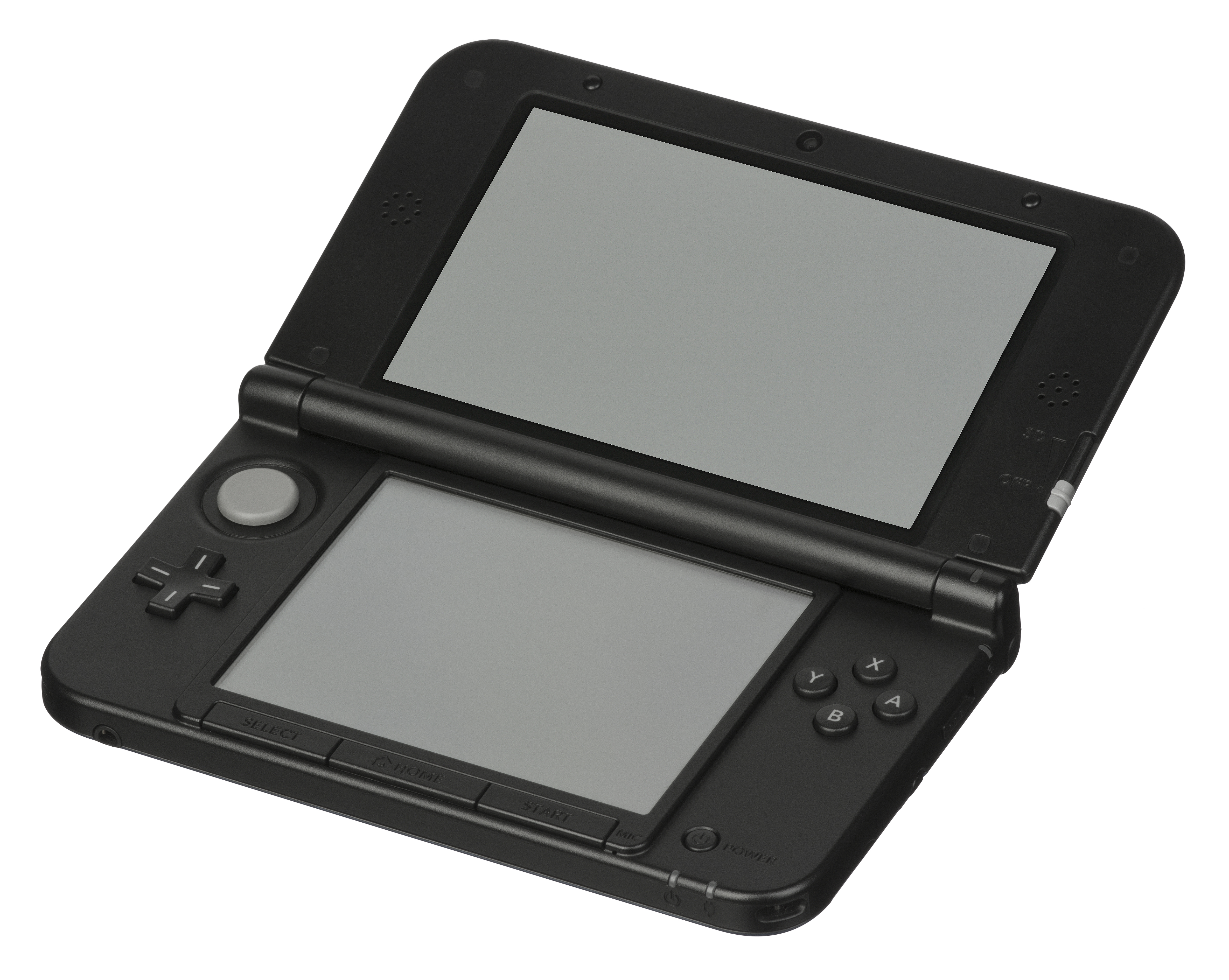
Nintendo 3DS XL

Il Nintendo 3DS XL (noto in Giappone come Nintendo 3DS LL) è il primo restyling del Nintendo 3DS. Appartiene all'ottava generazione di console ed è stato presentato da Nintendo al Nintendo Direct del 22 giugno 2012. Uscito il 28 luglio 2012 in Giappone ed Europa e il 19 agosto dello stesso anno in America del Nord, al 30 giugno 2014 ha venduto 16,18 milioni di unità.
Tra le novità, la dimensione degli schermi: lo schermo superiore è grande 4,88 pollici, mentre quello inferiore 4,18. Anche l'autonomia della batteria è stata aumentata da 3-4 ore a 5-6 ore per favorire una maggiore luminosità del display. Inoltre nella confezione è stata inclusa una scheda SD da 4 GB, ma è stato rimosso il blocco alimentatore, venduto separatamente. Al lancio, il prezzo della console è stato di €199.

## Compatibilità
Il Nintendo 3DS è retrocompatibile con i giochi sviluppati per Nintendo DS e Nintendo DSi, ad esclusione di quelli che richiedono l'utilizzo della porta Game Boy Advance. Per utilizzare le funzionalità wireless con questi giochi è inoltre necessario configurare la connettività in una apposita modalità, raggiungibile dal pannello di configurazione wireless principale ma indipendente da esso.
A causa della differente risoluzione dei display del 3DS, le schermate dei vecchi giochi vengono sottoposte ad una interpolazione per utilizzare quanto più spazio possibile sugli schermi (quello inferiore viene riempito, quello superiore rimane con due fasce nere verticali ai bordi). Questo si traduce in una apparente minor definizione delle immagini, dovuta all'effetto di "ammorbidimento" dei contorni dovuto alle linee e colonne aggiunte. Per ovviare in parte a questo problema è possibile far girare i giochi alla loro risoluzione originale, tenendo premuti contemporaneamente "Start" e "Select" all'avvio del gioco.

## Restyling

### Nintendo 3DS XL
È il primo restyling del Nintendo 3DS, presentato da Nintendo al Nintendo Direct del 22 giugno 2012 è poi uscito il 28 luglio 2012 in Giappone ed Europa e il 19 agosto dello stesso anno in America del Nord. Si differenzia per gli schermi più grandi del 90% rispetto a quelli della console Nintendo 3DS.

### Nintendo 2DS
Il secondo restyling del 3DS, il 2DS, è indirizzato ad una nuova fascia di età finora mai toccata dalle console, i giovanissimi, ovvero i bambini sotto i 12 anni. Questa nuova console infatti non ha più lo stile a conchiglia del suo predecessore, ma è un unico pezzo, per limitare i danni. Inoltre come già suggerisce il nome, in questo restyling non appare il 3D. Le dimensioni degli schermi sono identiche a quelle del 3DS, ma non del 3DS XL. Inoltre, è stato il restyling più venduto e amato della serie 3DS.

### New Nintendo 3DS
Durante Il Nintendo Direct del 29 agosto 2014 Nintendo ha annunciato un terzo restyling della console portatile, il New Nintendo 3DS, una versione più potente a livello Hardware con in aggiunta un browser più veloce e sicuro con un filtro di sicurezza e capace di visualizzare video da vari siti Internet grazie anche al supporto dell'HTML5, un download più veloce dal Nintendo eShop, un sensore NFC per le statuette Amiibo, un lettore di microSD, diversa posizione dell'entrata per lo stilo e le schede di gioco (ora nella parte inferiore), uno schermo capace di essere usato anche al sole, senza essere oscurato, una migliore grafica 3D, capace di essere visualizzata anche dai lati, dai quali sui vecchi 3DS l'immagine veniva sfocata, un piccolo secondo stick sensibile alla pressione chiamato "stick C" e i due pulsanti laterali ZR e ZL; inoltre i tasti A,B,X e Y saranno colorati in memoria del controller del Super Nintendo. L'hardware interno di questa revisione del 3DS è composto da una CPU ARM11 Quad Core a 804 MHz a cui vi è affiancato un coprocessore VFPv2 quad core, 256 MB di RAM e 10 MB di VRAM oltre ad una revisione della GPU.
Sono uscite due versioni: New Nintendo 3DS e New Nintendo 3DS XL, disponibili in Giappone dall'11 ottobre 2014 e in zona Australasia dal 21 novembre 2014.

### New Nintendo 3DS XL
Il New Nintendo 3DS XL è il quarto restyling del Nintendo 3DS e la quinta console della stessa famiglia. Appartiene all'ottava generazione di console e in America è stata resa disponibile dal 25 settembre 2015. Il New Nintendo 3DS XL è disponibile nei colori Blu metallico, Nero metallico, Galaxy style (solo in America), Nero/arancione, Rosa/bianco e Bianco perla. È la console più potente con il New Nintendo 2DS XL e il New Nintendo 3DS

### New Nintendo 2DS XL
Il 28 aprile 2017 Nintendo ha annunciato una nuova versione del Nintendo 2DS, il New Nintendo 2DS XL. A differenza della console originale, il New Nintendo 2DS XL, presenta il classico design ergonomico a conchiglia e schermi delle stesse dimensioni di quelli del New Nintendo 3DS XL. La console non supporta il 3D ma possiede la stessa potenza Hardware di New Nintendo 3DS XL. 
In Giappone la console è stata distribuita il 13 luglio 2017, in Australia il 15 luglio 2017 mentre in Europa e Nord America è stata lanciata sul mercato il 28 luglio 2017.

## Nintendo eShop

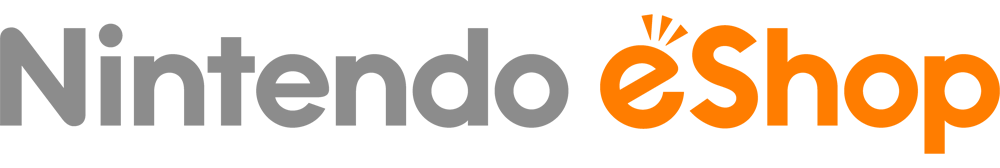
Il logo del Nintendo eShop

Il Nintendo eShop è un servizio presente su Nintendo 3DS, Wii U e Switch che permette di scaricare diversi tipi di software.

### Software scaricabile Nintendo 3DS
Giochi e applicazioni disponibili solo nel Nintendo eShop; La serie 3D Classic è composta da giochi rimasterizzati in 3D.

### Virtual Console
Analogamente alla Virtual Console del Wii sono scaricabili dei giochi di generazioni precedenti di console. Nella Virtual Console del Nintendo 3DS sono presenti giochi per Nintendo Entertainment System, Game Boy, Game Boy Color e Game Gear.
Esclusivamente per le versioni "New" della console, sono disponibili giochi per Super Nintendo.
I possessori di un certificato da "Ambasciatore Nintendo", ottenibile tramite l'adesione al programma fedeltà, oltre a poter scaricare gratuitamente alcuni giochi NES, hanno accesso esclusivo ad un piccolo catalogo di giochi per Game Boy Advance, mai rilasciati al resto dell'utenza.

### Video
Nella sezione "video scaricabili" sono presenti diversi video a pagamento e non. Tra i video gratis sono presenti vari trailer dei prossimi giochi in uscita per le console Nintendo mentre tra i video a pagamento sono presenti dei brevi film animati in 3D.

### Nintendo DSiWare
Sono presenti giochi originariamente presenti nel Nintendo DSi Shop.

### Software gratuiti Nintendo eShop
Tramite il Nintendo eShop si possono scaricare dei software gratuiti:
- Nintendo Video
- Nintendo Postbox
- Trasferimento dati di salvataggio
- YouTube
- Programma trasferimento dati Monster Hunter 3 Ultimate

#### Demo
Nella sezione Demo possono essere scaricate delle versioni di prova per i vari giochi sviluppati per la console, tra questi sono presenti demo per i giochi disponibili in esclusiva per il Nintendo eShop e per i giochi disponibili anche nei negozi. Ogni demo ha un limite massimo di utilizzi che, quando viene superato, comporta la cancellazione della demo stessa.

### Miiverse
Attualmente chiuso.
Dall'aggiornamento del 9 dicembre 2013 era disponibile il Miiverse su Nintendo 3DS, inizialmente disponibile solo su Wii U. Il Miiverse su Nintendo 3DS, funziona quasi allo stesso modo della versione Wii U, con alcune limitazioni. Come nella versione Wii U, per utilizzare il Miiverse era necessario un Nintendo Network ID, impostabile dalla nuova applicazione di configurazione apposita, raggiungibile dalle impostazioni della console.

## Programma Fedeltà Nintendo
Nintendo ha annunciato, insieme al taglio del prezzo della console Nintendo 3DS del 12 agosto 2011 a €159,00 (169,00 euro in Italia), l'aggiunta del Programma Fedeltà, che consiste nella distribuzione gratuita di 20 giochi (10 per NES dal 1º settembre e 10 per GameBoy Advance), scaricabili dall'e-Shop solo per coloro che abbiano acquistato una console Nintendo 3DS prima del 12 agosto 2011 e che siano entrati almeno una volta nell'e-Shop prima delle ore 23:59 dell'11 agosto.
Per tutti coloro che non hanno fatto in tempo a registrarsi prima della data di scadenza, hanno potuto farlo attraverso il Codice Amico, connettendo ad Internet la console Nintendo 3DS prima del 12 agosto, oppure avendo conservato la ricevuta d'acquisto della console.
Nintendo ha messo a disposizione uno strumento online per verificare (tramite l'ID della console) e/o registrare (avendo i requisiti sopra richiesti) la console al Programma Fedeltà.
Ecco l'elenco dei giochi per NES (versione prioritaria) scaricabili a partire dal 1º settembre 2011 (solo per i partecipanti al Programma Fedeltà):
| Videogioco                      | Sviluppatore  | Distribuzione | Data prima pubblicazione                              | Genere      |
| ------------------------------- | ------------- | ------------- | ----------------------------------------------------- | ----------- |
| Mario & Yoshi                   | Game Freak    | Nintendo      | dicembre 1991 dicembre 1992 giugno 1992               | Rompicapo   |
| Zelda II: The Adventure of Link | Nintendo EAD  | Nintendo      | 14 gennaio 1987 settembre 1989 dicembre 1988          | Action RPG  |
| Ice Climber                     | Nintendo R&D1 | Nintendo      | 30 gennaio 1985 1º settembre 1986 18 ottobre 1985     | Piattaforme |
| Balloon Fight                   | Nintendo R&D1 | Nintendo      | 1984                                                  | Piattaforme |
| Donkey Kong Jr.                 | Nintendo      | Nintendo      | 1982                                                  | Piattaforme |
| NES Open Tournament Golf        | Nintendo R&D2 | Nintendo      | 20 settembre 1991 18 giugno 1992 29 settembre 1991    | Sport       |
| Wrecking Crew                   | Nintendo EAD  | Nintendo      | 18 giugno 1985 15 ottobre 1987 18 ottobre 1985        | Piattaforme |
| The Legend of Zelda             | Nintendo EAD  | Nintendo      | febbraio 1986 novembre 1987 luglio 1987               | Action RPG  |
| Metroid                         | Nintendo R&D1 | Nintendo      | 6 agosto 1986 15 gennaio 1988 15 agosto 1987          | Piattaforme |
| Super Mario Bros.               | Nintendo EAD  | Nintendo      | 13 settembre 1985 15 maggio 1987 15 ottobre 1985 1987 | Piattaforme |

I titoli per Game Boy Advance, scaricabili a partire dal 16 dicembre 2011, sono questi:
- Super Mario Advance 3: Yoshi's Island
- Mario Kart: Super Circuit
- Metroid Fusion
- WarioWare, Inc.: Minigame Mania
- Mario vs. Donkey Kong
- F-Zero: Maximum Velocity
- The Legend of Zelda: The Minish Cap
- Fire Emblem: The Sacred Stones
- Kirby e il labirinto degli specchi
- Wario Land 4